# Williston (Karolina Południowa)
Williston  – miasto w Stanach Zjednoczonych, w stanie Karolina Południowa, w hrabstwie Barnwell.